# DenizBank AG
Die DenizBank AG ist eine in Österreich und Deutschland vertretene österreichische Universalbank mit Sitz in Wien. Sie wurde 1996 gegründet und ist eine Tochter der DenizBank A.Ş. Die DenizBank AG ist Mitglied bei der gesetzlichen Einlagensicherung der Banken und Bankiers in Österreich.

## Geschichte
Die DenizBank AG wurde 1996 als Universalbank unter dem Namen ESBANK AG gegründet. 2002 erfolgte die Übernahme durch die Deniz Financial Services Group (FSG), 2003 wurde die ESBANK AG als DenizBank AG neu positioniert und ist seitdem eine 100%ige Tochtergesellschaft der DenizBank Financial Services Group, der fünftgrößten Privatbank in der Türkei.
Im Juli 2003 wurde die erste Auslandsniederlassung in Frankfurt am Main eröffnet und tritt seither in Deutschland unter dem Namen DenizBank (Wien) AG auf. In den ersten Jahren wuchs die DenizBank AG vor allem im Bereich der Handelsfinanzierungen zwischen Österreich und der Türkei. Bis 2009 stieg die Anzahl der Filialen in Österreich auf zehn. Ab dem Jahr 2009 wurde das Direct Banking als zweites Standbein neben dem Filialgeschäft aktiv vermarktet. 2015 verfügte die Bank über 26 Filialen in Österreich und 16 Geschäftsstellen in Deutschland.
Die bedeutendste Veränderung erfolgte im Juli 2019, als die Emirates NBD Bank die DenizBank Financial Services Group übernahm, zu der auch die DenizBank AG gehört.
Die Emirates NBD Bank Group (ENBD) ist eine der führenden Bankengruppen im Nahen Osten mit Sitz in Dubai. Sie ist an der Dubai Financial Market (DFM) Börse gelistet und ein wichtiger Akteur im globalen Digital Banking. Die ENBD ist sowohl im Privat- als auch im Firmenkundengeschäft aktiv. Die Übernahme der DenizBank Financial Services Group war ein wichtiger Meilenstein für ENBD, da sie die Präsenz der Gruppe auf 13 Länder ausweitete und nun mehr als 14 Millionen Kunden weltweit bedient.
Die Bank ist in der Forbes-Liste der „weltweit am besten angesehenen Unternehmen“ unter den Top 20 gelistet und sichert sich damit eine führende Position unter globalen Marken. Derzeit beschäftigt die Emirates NBD mehr als 25.000 Mitarbeiter aus 70 Nationen und ist damit einer der größten und kulturell vielfältigsten Arbeitgeber in den Vereinigten Arabischen Emiraten (VAE). Als größte Bank des Landes ist die Emirates NBD ein Botschafter für wirtschaftlichen und sozialen Fortschritt in den VAE.
Die DenizBank Financial Services Group, die nun zu ENBD gehört, hält 100 % der Anteile an der DenizBank AG, mit Ausnahme von zwei Aktien. Mit 696 Bankfilialen, einer starken Corporate-Banking- und Corporate-Finance-Plattform und etwa 11.932 Mitarbeitern ist die Financial Services Group, der direkte Eigentümer der DenizBank AG.
Die DenizBank AG mit Hauptsitz in Wien, betreibt 11 Filialen in Österreich und 3 Filialen in Deutschland. Die Hauptfiliale in Frankfurt wird unter dem Namen DenizBank (Wien) AG, Zweigniederlassung Frankfurt/Main geführt. Die DenizBank AG ist vollständig in den Finanzberichten der DenizBank A.S., Istanbul (Untergruppe), und in den Finanzberichten der Emirates NBD Bank PJSC, Dubai konsolidiert.

## Produkte
DenizBank AG bietet eine breite Palette von Produkten und Dienstleistungen im Priority Banking an, die einen umfassenden Zugang zu weltweiten globalen Märkten und maßgeschneiderten Produkten ermöglichen. Neben den traditionellen Sparbüchern, die nur in Österreich angeboten werden, bietet die DenizBank auch die klassischen Direktbank-Sparprodukte an. Dazu zählen das Online-Sparen Tagesgeld und Festgeld sowie der Deniz-Sparplan.
Im Corporate Banking bietet DenizBank AG eine Vielzahl von Finanzierungsoptionen für Unternehmenskunden basierend auf ihren Bedürfnissen sowie modernen Risikomanagementprinzipien. Für Firmenkunden bietet man im Bereich Cash & Transaction Banking ebenfalls eine breite Palette innovativer und maßgeschneiderter Lösungen für das Cash-Management und Zahlungsverkehr an. Darüber hinaus werden Geschäftskonten auf die persönlichen Bedürfnisse der Kunden zugeschnitten und bei der täglichen Bankgeschäftsführung unterstützt.
Ein weiteres wichtiges Geschäftsfeld sind die Auslandsüberweisungen in Kooperation mit MoneyGram und die Überweisungen in die Türkei mittels eines eigenen Netzwerks mit der DenizBank A.Ş.

## Präsenz in den Medien
In Österreich kam die Bank in die Schlagzeilen, weil zwei Mitarbeiter 2012 einen Kunden ermordeten, nachdem sie sein Geld unterschlagen hatten. 2015 wurden die ehemaligen Denizbank-Angestellten zu langjährigen Haftstrafen verurteilt.
2017 berichteten österreichische Medien von einem Urteil des Oberlandesgerichts Wien nach einer Klage des Verein für Konsumenteninformation, wonach 24 Klauseln in Deniz-Bank-AGB rechtswidrig seien, weil diese intransparent und eine gröbliche Benachteiligung der Kunden darstellen würden.
Im Jahr 2018 wurde bekannt, dass die österreichische Denizbank von 8,2 Mrd. Euro Krediten, 5,7 Mrd. Euro an Firmenkunden in der Türkei vergeben hatte. Durch den Verfall der türkischen Lira sorgte sich die Finanzmarktaufsicht um die Werthaltigkeit dieser Kredite. Nach dem Verkauf der DenizBank durch die Sberbank an Emirates NBD um 3,2 Milliarden Dollar gab es bedingt durch die Lirakrise in den Medien Spekulationen über etwaige Nachverhandlungen des Deals. Letztlich reduzierte sich der Kaufpreis dadurch auf 2,75 Milliarden Dollar.

## Eigentümerstruktur
| Eigentümer     | Kapitalanteil (%) |
| -------------- | ----------------- |
| DenizBank A.S. | 99,999 %          |
| Andere         | 0,001 %           |
| Total          | 100 %             |

## Belege
1. 1 2  Abfrage für BLZ 19650. In: SEPA-Zahlungsverkehrs-Verzeichnis der Oesterreichischen Nationalbank (OeNB). (Neuladen des Browsers erforderlich.)
2. ↑  Geschäftsbericht 2024  (PDF)
3. 1 2  DenizBank AG - Über Uns. Abgerufen am 17. August 2015.
4. ↑  Mitgliederinstitute der Einlagensicherung (Memento vom 4. März 2016 im Internet Archive) (PDF)
5. ↑  GEFF - Turkey - Denizbank DPR. Abgerufen am 24. November 2023 (englisch).
6. ↑  Handelsblatt. Abgerufen am 24. November 2023.
7. ↑  Bank Investor Relations. Abgerufen am 24. November 2023 (englisch).
8. ↑  Alan Schwarz: The World's Best Banks 2023. Abgerufen am 24. November 2023 (englisch).
9. ↑  Waheed Abbas, Khaleej Times: Revealed: UAE’s strongest banks, Dubai’s Emirates NBD leads. Abgerufen am 24. November 2023 (englisch).
10. ↑  Branches | DenizBank Austria. Abgerufen am 24. November 2023.
11. ↑  Priority Banking | DenizBank Austria. Abgerufen am 24. November 2023.
12. ↑  Corporate Banking | DenizBank Austria. Abgerufen am 24. November 2023.
13. ↑  Millionär in tödliche Falle gelockt. Kleine Zeitung vom 26. April 2015.
14. ↑  Zerstückln kann der Halil net Der Spiegel vom 1. August 2015
15. ↑  Urteil zweiter Instanz: 24 Klauseln in Deniz-Bank-AGB rechtswidrig. Der Standard vom 14. Dezember 2017.
16. ↑  FMA hat türkische Banken im Visier. Die Presse vom 21. August 2018.
17. ↑  Emirates NBD to buy Turkey's Denizbank for $2.75 billion. gulfnews.com vom 3. April 2019.

Koordinaten: 48° 11′ 36,7″ N, 16° 24′ 38,6″ O